# شمامه علاسجاروفا
شمامه محمد كريم قيزي علاسجاروفا (بالأذرية: Şamama Ələsgərova) - طبيبة، طبيبة التوليد، نائبة الدورة التاسعة لمجلس السوفيت الأعلى لأذربيجان الاشتراكية السوفيتية ، بطلة العمل الاشتراكي (1969).
ولدت شمامه علاسجاروفا في 8 مارس عام 1904 في يريفان. تلقى تعليمها الأولى في جيمنازيوم. ثم واصل تعليمها في جامعة أذربيجان الطبية.
عملت لسنوات عديدة مديرًا لمستشفى الولادة رقم 5 الذي سمي على اسم كروبسكايا. شمامه علاسجاروفا هي أخت رجل الدولة والعالم عزيز علييف.
تزوجت شمامة الاسجاروفا من عبد الله ابراهيموف، وولدت الابنة الوحيدة للزوجين سونا عام 1925.

## نشاطها
بدأت شمامه علاسجاروفا عملها خلال سنوات الحرب، كانت رئيسة القسم ورئيسة قسم شؤون الموظفين في مفوضية صحة الشعب في جمهورية أذربيجان الاشتراكية السوفيتية.
تم تعيين شمامه علاسجاروفا كبير الأطباء في عيادة الولادة رقم 5 التي سميت على اسم ناديجدا كروبسكايا (حاليا دار شمامة الصغروفا للولادة رقم 5) في عام 1945.